# Полин солонцевий
Полин солонцевий, полин сантонінський (Seriphidium santonicum, Artemisia santonicum) — вид рослин з родини айстрових (Asteraceae), поширений у Європі, Туреччині, Азербайджані.

## Опис

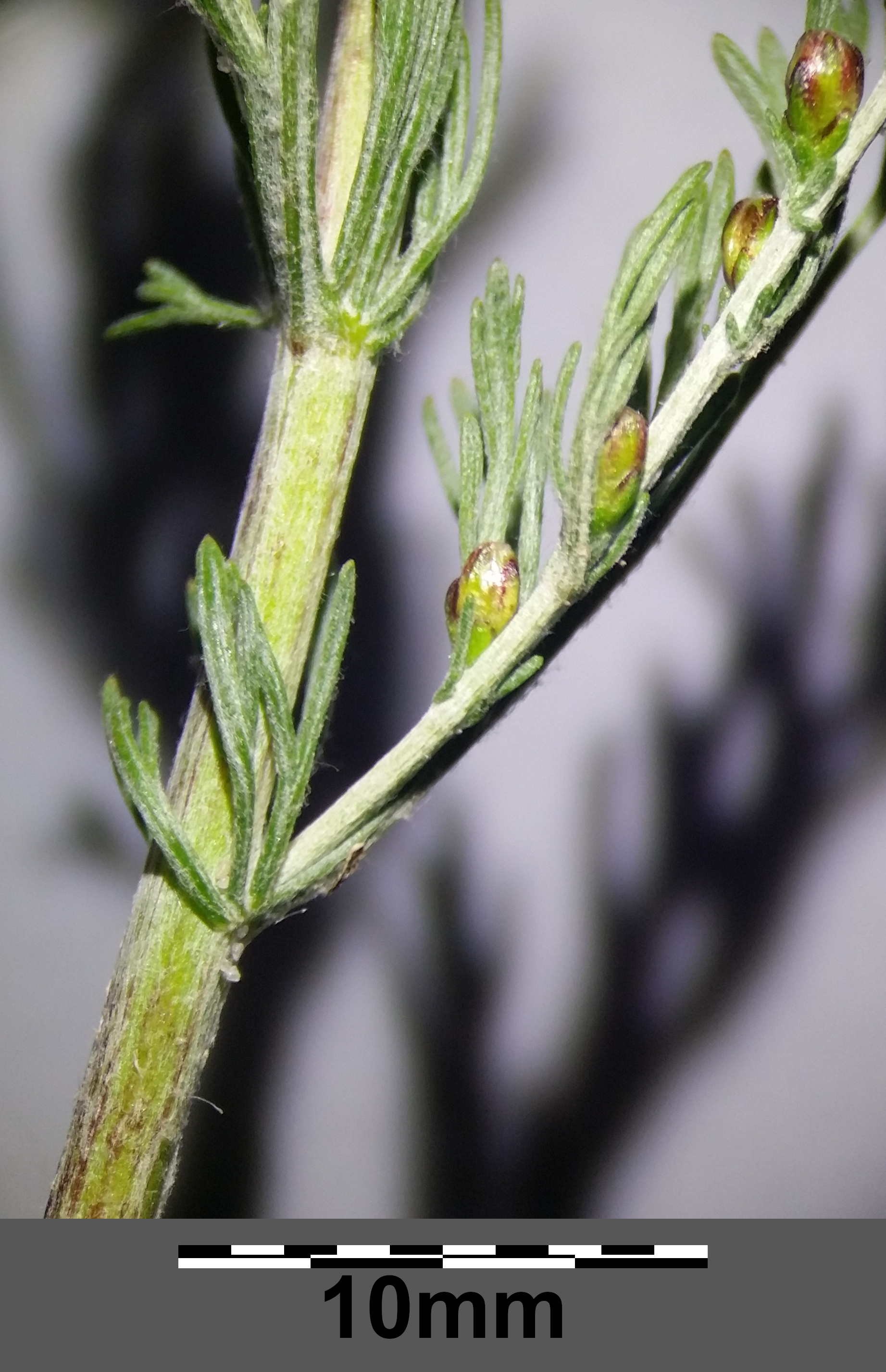

Рослина (15)30–75(90) см. Коренева система поверхнева. Стеблові листки з 5–8(13) первинними сегментами з кожного боку. Кінцеві часточки довгасто-зворотно-яйцюваті, рідше довгасті, загострені. Кошики 3–4(5) мм довжиною, пониклі, на ніжках 3–11 мм довжиною.

## Поширення
Поширений у середній, південно-східній і східній Європі, а також у Туреччині й Азербайджані.
В Україні вид зростає на солонцях, солончаках і засолених луках — у Лісостепу, Степу та Криму.

## Використання
Ефіроолійна рослина.